# Duromer
Duromeri (od lat. riječi durus: tvrd, čvrst + -mer) su vrsta poliplasta. Drugu vrstu poliplasta predstavljaju plastomeri. Duromeri su sintetski polimerni materijali, jedna od temeljnih skupina uz plastomere i vlakna. Stari naziv je duroplasti.
Duromerski završni oblik su gusto prostorno umrežene makromolekule. Pravi ih se tako da se polikondenzira monomere. Nastali pretpolimeri (smole) viskozni su ili lakotaljivi zbog čega su prikladni za oblikovati i preraditi. Poluproizvod (smole) zagrijava se i dodaje se reaktivne spojeve, tzv. umreživala, čime se nepovratnu povezuju i stvrdnjivaju. Nastaju materijali koji se ne otapaju, ne tale, vrlo su čvrsti, tvrdi i toplinski postojani.
Namjena duromera je konstrukcijski materijali za aparate i uređaje, kao ljepila, naliči (lakovi) i kompozitni materijali. 
Važniji duromerni proizvodi su: fenolformaldehidni polimeri, epoksidne, melaminske i ureaformaldehidne smole te nezasićeni poliesteri.